# San Jerónimo del Sauce
San Jerónimo del Sauce é uma comuna da Argentina, localizada no departamento de Las Colonias, província Santa Fé, na Argentina.